# روتش (بقايا التدخين)

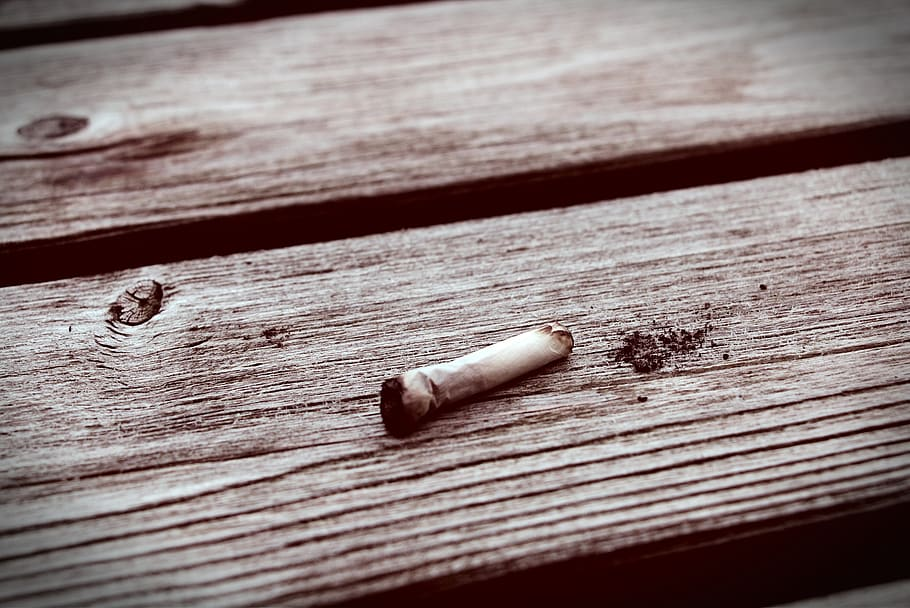

الروتش هو بقايا لفة الحشيش أو البلنت أو السيجار الملفوف بعد تدخين معظمها. يتم التخلص من معظم نبتة الروتش فور تدخين لفة الحشيش ؛ ومع ذلك، سيحتفظ بعض المستخدمين بمادة الروتش لاستخدامه في وقت لاحق. يؤكد بعض المستخدمين أن تدخين الروتش مرة أخرى له كثافة أكثر بسبب التركيز العالي للمادة الصمغية الذي يتجمع عند طرف المصفاة.
تسمى المقاطع المعدنية الصغيرة لتسهيل تدخين الروتش مقاطع الروتش. تغطي مقاطع الروتش مجموعة متنوعة من الأدوات بما في ذلك مشابك التمساح والملقط وكماشة الأنف الإبرة وقطع السيراميك مع ثقوب من خلالها والملاقط.
في أوروبا والمملكة المتحدة ومعظم دول الكومنولث، يمكن أن يشير الروتش أيضًا إلى القليل من الورق المقوى الرقيق الملفوف في أحد طرفيه ليكون بمثابة لسان حال - يسمى «رأس الروتش» أو «رأس التدخين» أو «عكاز» أو «مرشح» في أمريكا الشمالية. عندما يتم استخدام هذا المفصل، يمكن الاحتفاظ بالحشيش بشكل آمن بعد حرقه إلى لفترة قصيرة ؛ وبالتالي، يمكن تدخين طول المفصل بالكامل دون مساعدة من مشبك الروتش.

## أصل الكلمة

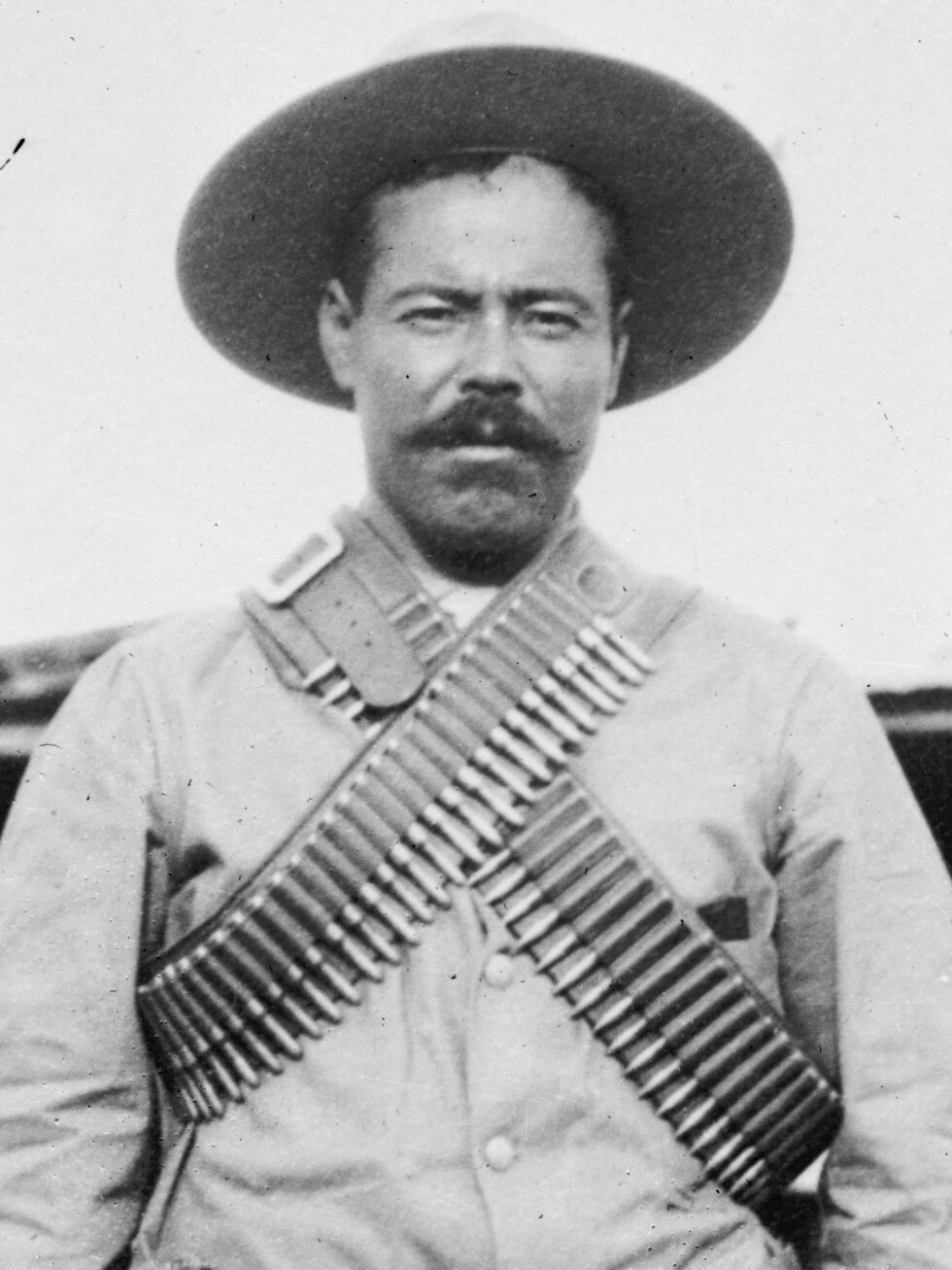
صورة لبانتشو فيلا خلال الثورة المكسيكية

في الإسبانية، تشير كلمة تاباكو دي كوكاراتشا («تبغ الروتش») إلى التبغ البودرة منخفض الجودة.

### لا كوكاراتشا
وفقًا لكاليير، فإن مصطلح الروتش مستوحى من الأغنية الشعبية لأمريكا اللاتينية «لا كوكاراتشا». في حين أن الأصول الدقيقة للأغنية لا تزال غير معروفة، فإن النسخة التي يُعتقد أنها أشارت إلى الروتش (الصرصور) هي النسخة الشائعة التي تسخر من الزعيم الثوري المكسيكي بانشو فيا. وبحسب ما ورد غنت قوات فيلا النسخة الثورية أثناء المعركة. اقترح كايير أنه في ثقافة القنب، يمثل الصرصور نهاية لفة الحشيش وأن الأغنية تدور حول «نفاد الحشيش وعدم القدرة على الارتفاع، تمامًا مثل الصرصور غير قادر على المشي لأنه فقد ساقه».

## الهجرة المكسيكية إلى الولايات المتحدة
يحاجج كالير بأن مصطلح الروتش دخل في ثقافة القنب الأمريكية من خلال موجة من الهجرة المكسيكية بعد الثورة المكسيكية في عام 1910. أدت الثورة المكسيكية عام 1910 إلى موجة من الهجرة المكسيكية إلى الولايات المتحدة على وجه الخصوص من خلال الجنوب الغربي الأمريكي الذي يجلب معهم الحشيش. يقترح شلوسر أن "التحيزات والمخاوف التي استقبلت هؤلاء المهاجرين الفلاحين امتدت أيضًا إلى وسائل التسمم التقليدية ؛ تدخين الماريجوانا ". 
نظرًا للتكلفة المنخفضة نسبيًا للقنب، فقد أصبح شائعًا بين الفئات الفقيرة والمهمشة في جميع أنحاء أمريكا الشمالية. ومع ذلك، بسبب الأضرار الاجتماعية المتصورة، أصبح موضوع حملة مكثفة من قبل مكتب التحقيقات الفيدرالي الذي تم تشكيله حديثًا، في أماكن مثل صحف نيو أورلينز ربطت الحشيش بالجماعات المهمشة مثل «الأمريكيين الأفارقة وموسيقيي الجاز والبغايا وبيض العالم السفلي». ادعى ضباط الشرطة في تكساس أن الماريجوانا تحرض على جرائم عنيفة، وتثير «شهوة الدم»، وتعطي مستخدميها «قوة خارقة».

### أصول الجاز

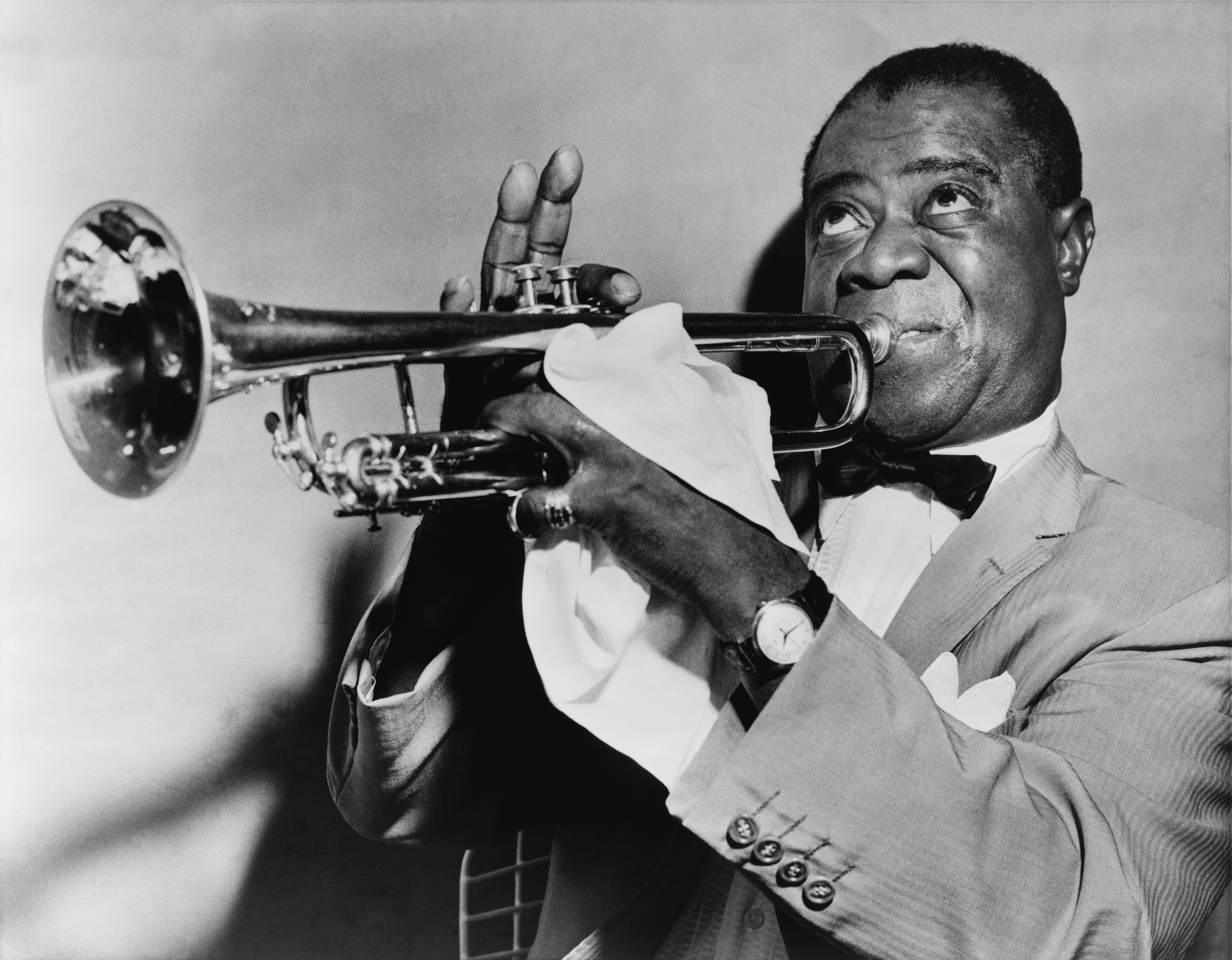
لويس أرمسترونج يؤدي عرضًا في نادٍ غير معروف عام 1932

تم العثور على واحدة من أولى المظاهر السائدة الموثقة لمصطلح الروتش في وسائل الإعلام الغربية في مقال النيويوركر في مقالة عام 1938 بعنوان عن الماريجوانا أو ثقافة «الأفعى» في هارلم  خلال الثلاثينيات. كتب الصحفي الاستقصائي ماير بيرغر مقال «شاي من أجل أفعى» وهو يواجه سلسلة من موسيقيي الجاز الأمريكيين من أصل أفريقي يدخنون الحشيش. في المقال، يصف بيرغر الروتش بأنه «دخان مقروص، أو كعب روتش».
خلال عصر الجاز ازدهرت ثقافة الماريجوانا في أمريكا الشمالية ويُنسب إليها الفضل إلى حد كبير في تشكيل ثقافة «الحجارة». تمت الإشارة إلى مصطلحات مثل الوجبات الخفيفة والفم القطني والتخضير في أعمال موسيقيي الجاز الأمريكيين من أصل أفريقي مثل لويس أرمسترونج وستوف سميث ولوسيل بوجان. عُرف «الأفعى» بأنه شخص يستهلك الماريجوانا.
في عام 1943، نشرت مجلة تايم مقالها الأول عن «الحشيش». يصف المقال الروتش بأنه بقايا مفصل مدخن، مما يشير إلى أنه كان من المرغوب فيه إعادة استخدامه. يتذكر المقال أن "الأفاعي [متعاطي المخدرات] قد يقوم بعد ذلك بهدوء" بتفجير الحشيش "(الدخان). عادة ما تكفي نفختان أو ثلاث نفثات طويلة بعد فترة لإنتاج فقاعة خفيفة. ثم يقال إن المدخن «مرتفع» أو «عائم». عندما يدخن الشعاب البرية [الحشيش] إلى مؤخرة نصف بوصة، فإنه يحفظها بعناية في صندوق ثقاب فارغ. في هذه الحالة، يُعرف، باللغة المكسيكية، باسم شيشارا، أو باللغة الإنجليزية، باسم الروتش.
ذكر أرمسترونغ مصطلح الروتش عند سرد اعتقال لحيازته مخدرات في سيرة ذاتية لماكس جونز وجون شيلتون، قصة لويس أرمسترونج: 1900-1971 قريبًا.
كان عازف البوق يعزف في نادي القطن في كولفر سيتي، كاليفورنيا، بالقرب من هوليوود، في فرقة ضمت عازف الطبول المفضل لديه، فيك بيرتون. كان الاثنان يتشاركان مفصلًا بالخارج في ساحة انتظار السيارات بين المجموعات. دون علمهم، استدعى مالك نادي منافس اثنين من المحققين الذين سروا على الزوجين وقالوا، "سنأخذ الروتش، يا أولاد.

## السلامة
غالبًا ما يدخن المستخدمون الروتش بسبب التركيز العالي للراتنج الذي يتجمع في الطرف أثناء تدخين الحشيش. يميل تدخين الروتش إلى إنتاج دخان أكثر كثافة يمكن أن يسبب تهيجًا للرئتين عند استنشاقه.

### الأمراض المرتبطة بالتبغ
من الشائع في العديد من البلدان الأوروبية إضافة التبغ إلى الحشيش كوسيلة للحفاظ على القنب. هناك العديد من المخاطر المرتبطة بهذه الممارسة بسبب زيادة التعرض للمواد السامة المسببة للسرطان مقابل الطرق البديلة لاستهلاك القنب مثل المواد الغذائية والتبخير. تشير التقديرات إلى أن لفة واحدة من الحشيش يمكن أن تتسبب في أضرار تصل إلى 2.5-5 سيجارة. غالبًا ما يشكل استهلاك الخصائص المحترقة لمادة ما مركبات سامة ومسببة للسرطان. لاحظ الباحثون أنه بالنسبة للقنب يشمل ذلك تغيرات الدماغ التي يُعتقد أنها تضعف الأداء المعرفي، خاصة عند المراهقين.

### أوروبا
في أحدث استطلاع للمخدرات العالمية، وجد أنه في أوروبا يدخن 90٪ من المستخدمين الحشيش بالتبغ. اقترح الباحثون أن تدخين الروتش بالقنب والتبغ يمكن أن يؤدي إلى «زيادة أكثر من ثمانية أضعاف في احتمالات البدء لاحقًا في استخدام التبغ». بالنسبة للعديد من الأوروبيين، يعتبر القنب بوابة لعقار التبغ. بالنسبة للعديد من الأوروبيين، يحدث التعرض الأول للتبغ عندما يدخنون أول مفصل لهم (القنب). يشار إلى هذا الحدوث على أنه تأثير البوابة العكسي. تشير البوابة العكسية إلى أن زيادة خطر الاعتماد على النيكوتين هو «أهم نتيجة صحية لتعاطي القنب في وقت مبكر».

#### الولايات المتحده
وفقًا للمسح العالمي للأدوية، يستخدم 8٪ فقط من الأمريكيين التبغ مع القنب أثناء تدخين المفاصل.

## المفاهيم الخاطئة الشائعة
اعتمادًا على الأمة التي يتم فيها استهلاك الحشيش، يمكن أن يشير الروتش إما إلى مرشح أو الطرف المحترق للحشيش. تقليديا في الولايات المتحدة، يشير الروتش إلى الطرف المحترق أو المدخن للفة الحشيش. عادة ما يتميز مظهر «الصرصور/ الروتش» بألوان سوداء أو ذهبية. أثناء وجوده في المملكة المتحدة ودول الكومنولث مثل أستراليا ونيوزيلندا، يشير الصرصور إلى قطعة الورق المقوى الرقيقة التي تصنع المرشح.